# Modellismo navale statico

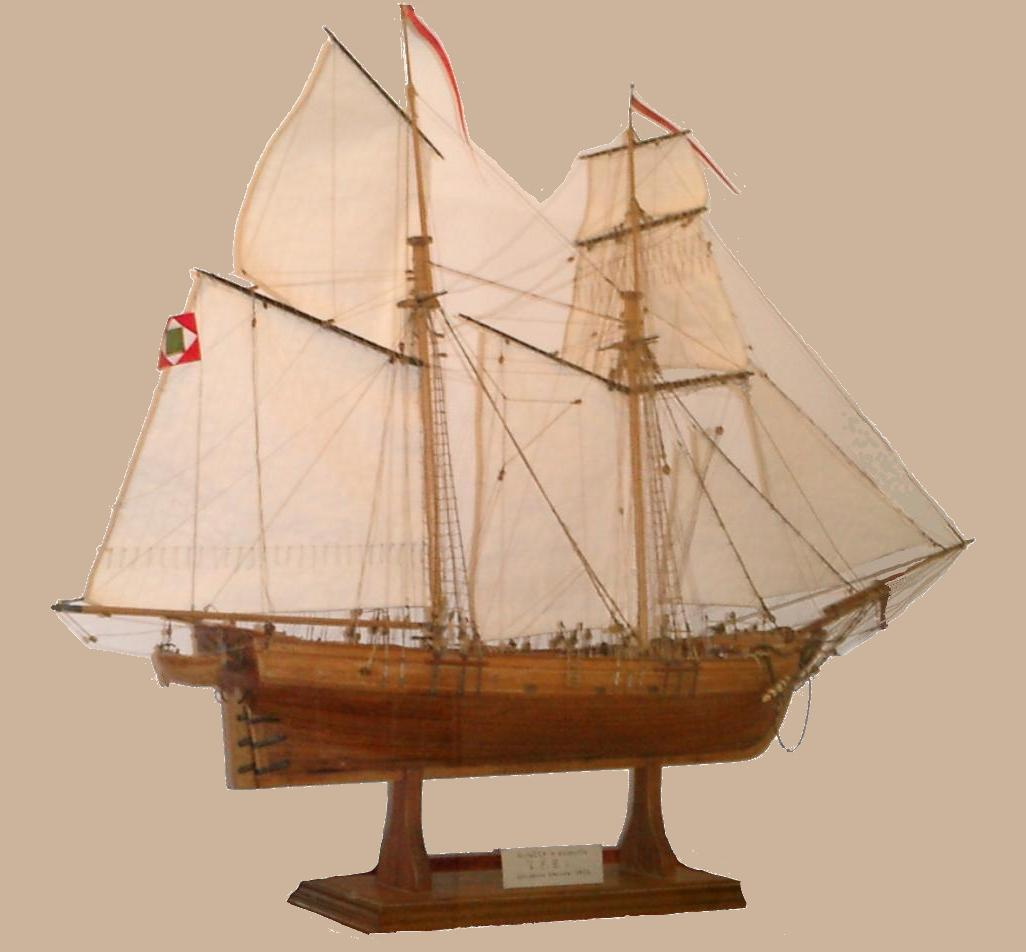
Modello di goletta a gabbiola su base

Il modellismo navale statico consiste nella riproduzione in scala di imbarcazioni antiche o moderne. Possono venir utilizzate varie tecniche costruttive e diversi materiali. Viene normalmente praticato come hobby.

## Storia
La nascita del modellismo navale come attività artigianale è documentato dai modelli risalenti all'antica Roma, perché li trasportassero velocemente nel loro viaggio nell'aldilà.
Nelle civiltà mediterranee non era infrequente che modelli di navi fossero presenti nel corredo funerario di qualche personaggio di rango, si trattava solitamente di riproduzioni in metallo o terracotta o altro materiale durevole, che ha potuto resistere ai secoli testimoniandoci che l'arte del modellismo era praticata fin dall'antichità e da tutte le principali civiltà.

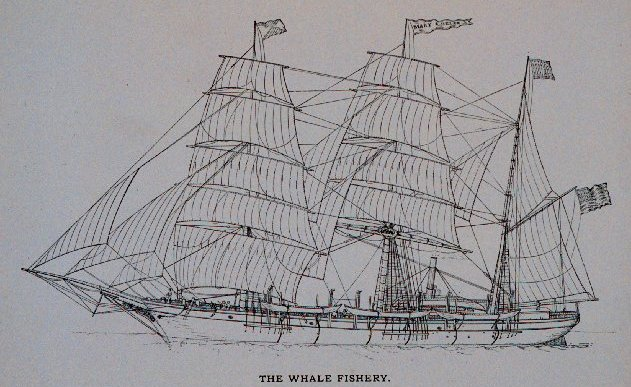
Nave baleniera in navigazione

Nel Medioevo dall'XI al XV secolo con la ripresa dei traffici marittimi si ritornò a costruire semplici e a volte ingenui modelli di velieri, esposti come ex voto nelle chiese, per ringraziare Dio dello scampato naufragio di qualche nave. Dal XVI sec. con le grandi esplorazioni oceaniche, l'attività dei cantieri navali riprese in maniera notevole, aumentando così la qualità e quantità di modelli di scafo detti mezzi modelli, realizzati con la tecnica delle tavolette sovrapposte dai maestri d'ascia, che li utilizzavano, non per motivi ludici, ma per ricavarne il profilo delle coste e di altri dettagli strutturali della nave reale da costruire; bisogna infatti tener presente che fino al XVIII sec. la maggior parte delle navi erano costruite senza un piano di costruzione dettagliato.
Da ricordare poi gli splendidi e realistici modelli di velieri da guerra o mercantili realizzati da veri artisti del modellismo, regalati ai giovani aristocratici, che potevano in tal modo rivivere le gesta delle flotte paterne (Sovrani o ricchi commercianti che fossero). Dal XVII secolo il modellismo fu praticato diffusamente anche da marinai o ex marinai che riproducevano, a volte fedelmente, la nave su cui erano stati imbarcati per anni, nonché dai numerosi marinai presi prigionieri durante le battaglie navali delle interminabili guerre tra stati europei (soprattutto Francia e Inghilterra) che nelle lunghe ore di prigionia realizzavano, utilizzando materiali di fortuna, suggestivi modelli delle navi su cui avevano combattuto.

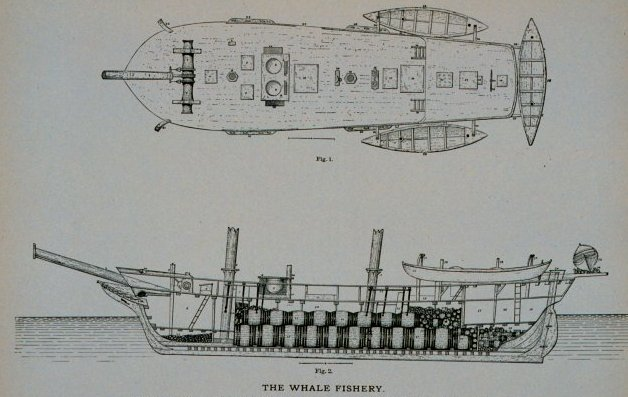
Pianta e sezione di nave baleniera

La nascita come hobby di massa, del modellismo navale, vedrà la luce nella seconda metà degli anni venti del XX secolo con la produzione di scatole di montaggio, ma è a partire dagli anni trenta che con la diffusione, su popolari riviste, dei piani costruttivi delle antiche navi da guerra più note al grande pubblico, si affermò il moderno concetto di modellismo navale basato sulla rigorosa ricerca della documentazione.
Attualmente si trovano in commercio dettagliate e abbastanza attendibili scatole di montaggio per realizzare realistici modelli dei velieri più noti, innumerevoli piani di costruzione possono essere reperiti nei negozi specializzati o su internet. Esistono inoltre innumerevoli libri e siti internet, in molte lingue, che illustrano le tecniche di costruzione, le informazioni sui materiali da utilizzare e i piani di costruzione fin nei minimi particolari.
Sono sorte poi in tutto il mondo numerose associazioni modellistiche navali, che sono un sicuro punto di riferimento per chi vuole intraprendere questa difficile arte.

## Principali tecniche di costruzione
Lo scafo di un modello può essere costruito utilizzando svariate tecniche, le principali sono:
1. Da un unico blocco di legno, opportunamente scavato
2. Da un appropriato numero di tavolette di uguale spessore sovrapposte orizzontalmente
3. Da un certo numero di tavolette di uguale spessore affiancate
4. Con il sistema a ordinate e fasciame che si può ottenere con due modalità differenti:
  - Utilizzando fogli di compensato per le ordinate e le altre strutture, semplificando la realizzazione dell'ossatura, ricoperta poi da listelli che simulano i corsi di fasciame
  - Costruendo le singole ordinate, l'ossatura e tutte le altre strutture, seguendo la tecnica originale del modello realizzato
5. Con tecnica mista, cioè l'opera morta a tavolette sovrapposte l'opera viva ad ordinate e fasciame
6. Utilizzando pezzi preformati in plastica
7. Utilizzando materiali metallici
8. Utilizzando materiali di vario tipo (cartoncino, ceramica, ecc.)

Vi è anche un altro tipo di costruzione, denominato modellismo d'arsenale, nel quale il modello viene costruito esattamente nella stessa maniera della nave vera. Il modellismo d'arsenale è così denominato in quanto prende il nome dai modelli che, dalla metà del Seicento, venivano realizzati prima della costruzione della nave vera, e che si possono ammirare nei vari musei navali di tutto il mondo.

## Modellismo navale statico antico
Il modellismo navale statico antico è dagli appassionati considerato più che un hobby un'arte, perché senza una vera sensibilità artistica difficilmente è possibile raggiungere risultati soddisfacenti. Richiede in particolare un'assoluta padronanza delle tecniche e dei materiali usati, una ricerca quasi ossessiva delle fonti originali, documenti, studi iconografici, trattati di architettura navale, una buona conoscenza della storia marinara e per finire lunghi tempi di esecuzione.
Tempi di realizzazione di diversi modelli navali.
| Tipo di Modello                               | Ore di lavoro |
| --------------------------------------------- | ------------- |
| Scialuppa: in scala 1/25 l.f.t. 65 cm         | 250/300       |
| Yacht: in scala 1/50 l.f.t. 75 cm             | 300/400       |
| Fregata: in scala 1/75 l.f.t. 80 cm           | 400/550       |
| Vascello 2 Ponti: in scala 1/75 l.f.t. 100 cm | 800/1000      |
| Vascello 3 Ponti: in scala 1/75 l.f.t. 140 cm | 1500/2500     |

Nel modellismo navale statico antico la realizzazione pratica del modello avviene seguendo sequenzialmente alcune fasi predeterminate. Nei velieri reali il tipo di legname utilizzato per la costruzione dello scafo e le dimensioni delle strutture dipendevano dalle essenze arboree presenti nella zona geografica del cantiere navale e dalle tecniche costruttive adottate.
Nel modellismo navale a volte vengono utilizzate essenze diverse, più rispondenti alle esigenze di lavorabilità e reperibilità, utilizzando preferibilmente la tecnica costruttiva a ordinate e fasciame che rispetta le dimensioni relative, le tecniche di costruzione originali e possibilmente il tipo di materiale utilizzato per il veliero reale.
Le varie fasi sono schematicamente riportate di seguito:
1. Scelta del veliero da riprodurre
2. Ricerca della documentazione e dei piani di costruzione
3. Riproduzione su carta delle singole parti nella scala prescelta
4. Costruzione dei singoli pezzi del modello con la tecnica costruttiva prescelta
5. Assemblaggio delle varie parti
6. Rifinitura collocazione del modello all'interno di una vetrinetta

## Modellismo navale statico moderno

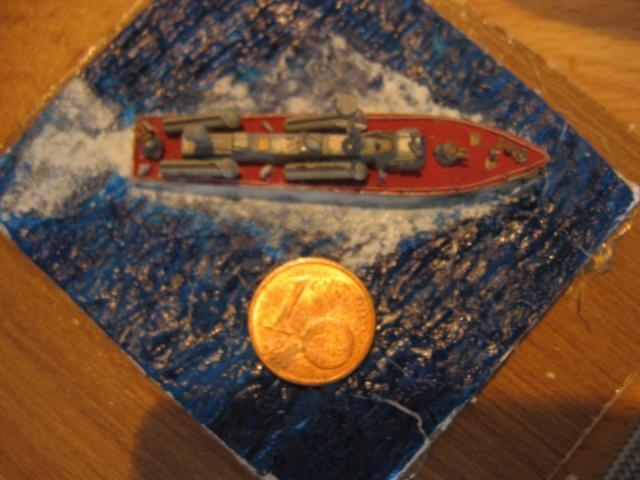
Un lanciamissili in diorama

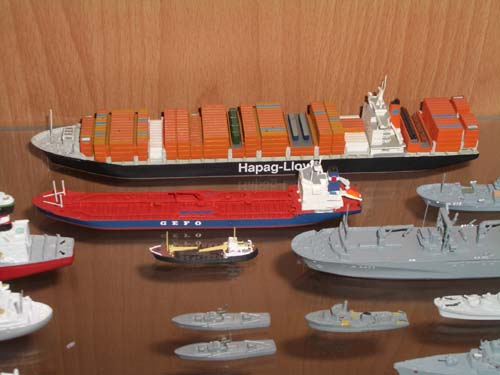
Mercantili

Forse meno poetica, ma generalmente più semplice, è la costruzione di modelli di imbarcazioni moderne. I soggetti sono spesso le navi da guerra, in particolar modo della seconda guerra mondiale, o di navi mercantili. In questo caso la realizzazione parte normalmente da una scatola di montaggio e il materiale utilizzato è la plastica. Meno frequente la costruzione di modelli statici di motoscafi e barche a vela: questi modelli vengono spesso realizzati in maniera da poter veramente navigare, si parla quindi di modellismo navale dinamico.

## Navi in bottiglia
Un particolare forma di modellismo navale è quello delle navi in bottiglia costruite con pazienza facendo entrare i vari elementi dal collo della bottiglia, tramite speciali pinzette.